# Maturyn Mikołaj Le Bous
Maturyn Mikołaj Le Bous SJ, (fra.) Mathurin-Nicolas de la Ville-Crohain le Bous de Ville-Neuve (ur. 19 grudnia 1731 w Rennes, zm. 2 września 1792 w Paryżu) – błogosławiony Kościoła katolickiego, męczennik, ofiara antykatolickich prześladowań okresu rewolucji francuskiej.
Do Towarzystwa Jezusowego wstąpił 27 września 1751. Po kasacie zakonu został duszpasterzem diecezji paryskiej i pełnił obowiązki kapelana paryskich benedyktynek przy rue Bellechasse. W okresie gdy w rewolucyjnej Francji nasiliło się prześladowanie katolików, odmówił złożenia przysięgi na cywilną konstytucję kleru. Protestował przeciwko fanatyzmowi z jakim prześladowano katolików. Aresztowany w końcu sierpnia 1792 przewieziony został do klasztoru karmelitów przy rue de Vaugirard 70, gdzie zatłuczno go pałkami 2 września, był jedną z około 114 ofiar rzezi, jako jeden z 14 jezuitów, którzy tam zginęli.
Był jedną z ofiar tak zwanych masakr wrześniowych, w których zginęło 300 duchownych i jednym z 23 zamordowanych jezuitów, ofiar nienawiści do wiary (łac) odium fidei.
Dzienna rocznica śmierci jest dniem kiedy wspominany jest w Kościele katolickim, a jezuici także wspominają go także 19 stycznia.
Maturyn Mikołaj Le Bous znalazł się w grupie 191 męczenników z Paryża beatyfikowanych przez papieża Piusa XI 17 października 1926.